# مجزرة عائلة المغاري (18 أكتوبر 2023)
مجزرة عائلة المغاري (18 أكتوبر 2023) هي مجزرةٌ ارتكبها سلاح الجوّ الإسرائيلي خلال يوم الأربعاء 18 أكتوبر 2023، حين شن سلسلة غارات على مدينة رفح استهدف فيها منزل سكني يعيش به كافة أفراد عائلة المغاري. هذه المجرزة واحدة من ضمن سلسلة مجازر ارتكبها الاحتلال الإسرائيلي خلال الحرب الفلسطينية الإسرائيلية بعد عملية طوفان الأقصى التي شنتها المقاومة، وقد تسبّبت هذه المجزرة باستشهاد أكثر من 30 شخصاً من عائلة المغاري وجميعهم من عائلة واحدة.

## خلفية الحدث
في ساعاتِ الصباح الأولى من يوم السابع من أكتوبر 2023 أطلقت حركة المقاومة الإسلامية حماس عبر ذراعها العسكري كتائب الشهيد عز الدين القسام عملية طوفان الأقصى وذلك ردًا على الاعتداءات الإسرائيلية وتدنيس الأقصى والاستمرار في الاستيطان، كما أكّد على ذلك محمد الضيف القائد العام للقسّام والذي أعطى إشارة انطلاق العمليّة التي شهدت اقتحامًا من المقاومين لمستوطنات غلاف غزة ونجحوا في قتلِ عدد كبيرٍ من الجنود الإسرائيلين، وأسر عشرات آخرين كما استطاعوا خلال ساعات قطع عشرات الكيلومترات ووصلوا لمستوطنات أبعد من تلك المحيطة والقريبة من قطاع غزة.
استمرَّت الاشتباكات بين الجيش الإسرائيلي وبين المقاومين في عديد من المستوطنات وعلى رأسها مستوطنة سديروت. الرد الإسرائيلي على هذه العمليّة جاء من خلال شنّ سلاح الجو الإسرائيلي عشرات الغارات العشوائيّة على القطاع متسبّبة في مقتل عشرات المدنيين وتدمير البنية التحتية لمدن القطاع، ليصل حد فرض إغلاق شامل وقطع متعمد لكل الخدمات من ماء وكهرباء وغاز، وهو ما هدَّد حياة أكثر من مليونَي فلسطيني يعيشُ داخل القطاع الذي يُعاني أصلًا من تبعات الحصار الخانق عليهم منذ ستة عشر عاماً.

## الضحايا
1. إبراهيم مغاري
2. جهاد إبراهيم مغاري
3. إنشراح عبدالله مغاري
4. ليندا مغاري، وابنتها
5. ياسمين جهاد مغاري
6. شيماء مغاري، وأبنائها
7. زياد إبراهيم مغاري
8. انتسال عبد الفتاح مغاري، وأبنائهم الأربعة
9. رمضان مغاري
10. أحمد رمضان مغاري، وزوجاته وابنتيه
11. نافذ رمضان مغاري، وزوجته
12. ماريا نافذ مغاري
13. نايف رمضان مغاري
14. بلال نافذ مغاري، وابنه
15. خالد محمد مغاري، وزوجته وأبنائه الثلاثة
16. معاوية محمد مغاري، وزوجته
17. عطاف مغاري، وابنتها
18. محمد شعبان مغاري
19. زوجة عمر محمد مغاري، وأبنائها الاثنين
20. زوجة طارق محمد مغاري، وأبنائها الأربعة